# Вилья-О’Хиггинс
Вилья-О'Хиггинс (исп. Villa O'Higgins) — деревня, расположенная в провинции Капитан-Прат области Айсен-дель-Хенераль-Карлос-Ибаньес-дель-Кампо на юге Чили в устье реки Майер. Столица коммуны О’Хиггинс. Названа в честь чилийского национального героя Бернардо О’Хиггинса. Население — 450 чел. Основана в 1966 году.
Посёлок находится в конечной точке Южной дороги (Carretera Austral) на расстоянии 1240 км от города Пуэрто-Монт.

## Туризм
Деревня предоставляет туристические возможности, в том числе рыбалку, верховую езду, альпинизм, треккинг, фотографирование и наблюдение растительности, животных и птиц. Основными достопримечательностями являются ледники, озеро О'Хиггинс и разнообразная  патагонская природа.